# Hijas de la Virgen
La Congregación Benebikira - Hermanas Hijas de la Virgen (oficialmente en francés: Congregation des Filles de la Vierge - Benebikira) es un instituto religioso católico femenino, de vida apostólica y de derecho pontificio, fundado en 1919 por el obispo francés Jean-Joseph Hirth en Butare (Ruanda). A las religiosas de este instituto se les conoce como Hijas de la Virgen o simplemente como Benebikira y posponen a sus nombres las siglas B.B.

## Historia
La congregación fue fundada por el obispo francés Jean-Joseph Hirth, de la Sociedad de los Misioneros de África y vicario apostólico de Kivu (cuyo territorio comprendía también la actual Ruanda), en Butare, con el fin de evangelizar entre las poblaciones indígenas con vocaciones nativas. El 25 de marzo de 1919 dio inicio formalmente el instituto con la profesión religiosa de las primeras candidatas. El 25 de junio de 1935 recibieron la aprobación pontificia, por parte de Propaganda Fide, en nombre del papa Pío XI.
Durante los primeros años, el instituto permaneció unido (aunque autónomo) a la Congregación de las Misioneras de Nuestra Señora de África, hasta su total independencia el 24 de junio de 1953.

## Organización
La Congregación Benebikira es un instituto religioso de derecho pontificio y centralizado, cuyo gobierno es ejercido por una superiora general. La sede central se encuentra en Butare (Ruanda).
Las Benebikira se dedican a la catequesis y a la misión. En 2017, el instituto contaba con 382 religiosas y 60 comunidades, presentes en Burundi, Italia, Kenia, República Democrática del Congo, Ruanda y Uganda.